# Deltocephalus lucindae
Deltocephalus lucindae är en insektsart som beskrevs av George Willis Kirkaldy 1907. Deltocephalus lucindae ingår i släktet Deltocephalus och familjen dvärgstritar. Inga underarter finns listade i Catalogue of Life.